# Howell (Utah)
Howell é uma cidade  localizada no estado norte-americano de Utah, no Condado de Box Elder.

## Demografia
Segundo o censo norte-americano de 2000, a sua população era de 221 habitantes.
Em 2006, foi estimada uma população de 229, um aumento de 8 (3.6%).

## Geografia
De acordo com o United States Census Bureau tem uma área de
92,2 km², dos quais 91,7 km² cobertos por terra e 0,5 km² cobertos por água. Howell localiza-se a aproximadamente 1390 m acima do nível do mar.

## Localidades na vizinhança
O diagrama seguinte representa as localidades num raio de 32 km ao redor de Howell.